# Players
Players é uma série de televisão exibida originalmente nos Estados Unidos, pela rede NBC, entre 1997 e 1998. A série foi criada por Dick Wolf, da prestigiada série Law & Order, e era estrelada por Ice-T, Costas Mandylor, Frank John Hughes e Mia Korf, e contava a história de três ex-criminosos que trabalhavam para um órgão do FBI, com o objetivo de prender outros bandidos.

## Elenco
- Ice-T como Ice Gregory
- Costas Mandylor como Alphonse Royo
- Frank John Hughes como Charlie O'Bannon
- Mia Korf como Christine Kowalski
- Bob McCracken como Malcolm O'Conner

## Episódios
| #  | Título           | Data de exibição original |
| -- | ---------------- | ------------------------- |
| 1  | "Con Job"        | 17 de outubro de 1997     |
| 2  | "Con Law"        | 24 de outubro de 1997     |
| 3  | "In Concert"     | 31 de outubro de 1997     |
| 4  | "Con Artist"     | 7 de novembro de 1997     |
| 5  | "Contact Sport"  | 14 de novembro de 1997    |
| 6  | "Con Amore"      | 21 de novembro de 1997    |
| 7  | "Rashocon"       | 5 de dezembro de 1997     |
| 8  | "Three of a Con" | 12 de dezembro de 1997    |
| 9  | "Mint Condition" | 2 de janeiro de 1998      |
| 10 | "Confidence Men" | 9 de janeiro de 1998      |
| 11 | "Contraband"     | 16 de janeiro de 1998     |
| 12 | "Continental"    | 6 de março de 1998        |
| 13 | "Wrath of Con"   | 13 de março de 1998       |
| 14 | "Constrained"    | 20 de março de 1998       |
| 15 | "Conspiracy"     | 27 de março de 1998       |
| 16 | "Contamination"  | 3 de abril de 1998        |
| 17 | "Conundrum"      | 10 de abril de 1998       |
| 18 | "Con Vivants"    | 17 de abril de 1998       |